# Euronext Brussels
Брюссельская фондовая биржа (англ. Brussels Stock Exchange) была основана в Брюсселе, Бельгия указом Наполеона в 1801 году. 22 сентября 2000 года Брюссельская биржа слилась с Парижской биржей и Амстердамской фондовой биржей, образовав Euronext — первую панъевропейскую биржу. После слияния была переименована в Euronext Brussels. Самым известным индексом Брюссельской фондовой биржи является BEL20.

## Индексы
- BEL20
- BEL ALL SHARE
- BEL MID
- BEL SMALL